# Каплиця святого Станіслава Костки (Дорофіївка)
Каплиця святого Станіслава Костки в Дорофіївці — римсько-католицька церква в селі Дорофіївці Тернопільської области України.

## Відомості
- 1889 — споруджено дерев'яну каплицю (за іншими даними — 1877).
- 1940-і—1991 — закрита радянською владо та використовувалася не за призначенням.
- 2000-і — здійснено ремонт каплиці, змінено її автентичний вигляд.